# One Financial Center
El One Financial Center es un rascacielos moderno ubicado en las proximidades de Dewey Square, en Boston. El edificio fue construido en 1983 siendo el séptimo más alto de la ciudad con 180 metros (590 pies) de altura y 46 plantas. El edificio consta de 27 metros de cristalera conocida como "atrium" que ocupa los dos primeros pisos. El resto de las plantas son oficinas, firmas de abogados, compañías financieras y servicios de contabilidad.
El edificio fue construido en un terreno triangular de 1,23 acres (5 km²) próximo a la Estación del Sur de Boston y el banco de reserva federal, situados junto al canal Fort Point dentro del distrito financiero.
Durante el Big Dig (proyecto de obra para una nueva autovía subterránea que atraviesa el centro de Boston) se necesitó extremar precauciones para evitar socavones que afectaran al rascacielos, el cual fue levantado sobre tierra en lugar de piedra por las características del terreno.
En la terraza del rascacielos hay dos antenas de radio. Con las antenas, el One Financial Center pasa a ser el tercer edificio más alto de Boston con 208 metros (683 pies). Aparte de las antenas y sus puntales, la superficie es completamente llana sin ninguna pared alrededor.